# ТШ-Б
ТШ-Б (другие названия «тяжёлый штурмовик первый» ТШ-1, АНТ-17) — проект советского тяжёлого штурмовика.

## История
На рубеже 20-30-х годов советскими военными теоретиками была окончательно сформулирована теория глубокой наступательной операции, в которой значительная часть отводилась штурмовой авиации, тесно взаимодействующей с наступающими мотомеханизированными частями. В соответствии с этими требованиями было разработано тактико-техническое задание для нового штурмовика: уничтожение хорошо защищённых наземных целей на поле боя, в том числе наступающих танков.
Работы по самолёту велись как модификация серийного бомбардировщика ТБ-1. ТШ-Б был двухмоторным четырёхместным самолётом, имевшим неубирающееся шасси, мощное стрелково-пушечное вооружение и сильную броневую защиту.
Бронёй, имевшей толщину от 3,5 до 4,5 мм, были защищены все важные части АНТ-17, такие как рабочие места пилота, штурмана-бомбардира, двух стрелков, моторы, бензобаки и др.
В общей сложности масса брони составила около тонны; из них 380 кг были заложены в силовой схеме конструкции ТШ-1.
Параллельно с этим вели разработку нескольких вариантов компоновки ТШ-Б, с разными вариантами нагрузок и бронирования. Проектировали самолёт под моторы АМ-34 мощностью 750 л. с. (4 варианта), Isotta-Fraschini «ASSO» — 800 л. с. (3 варианта), BMW VI 730 л. с. (3 варианта) и BMW IX 800 л. с. (2 варианта). Лучшим среди этих двигателей оказался ASSO.
Также для того, чтобы облегчить самолёт, проводились опыты и эксперименты по использованию в конструкции ТШ-Б фанеры, которая была армирована бронёй.

## Тактико-технические характеристики
Приведены расчетные данные АНТ-17.
Источник данных: Gunston, 1995, p. 59; Перов, Растренин, 2001.

Технические характеристики
- Экипаж: 4 (пилот, штурман-бомбардир, два стрелка)
- Длина: 13,5 м
- Размах крыла: 20,5 м
- Высота:
- Площадь крыла: 67 м²
- Масса пустого: 3600 кг
- Нормальная взлётная масса: 5700 кг (или ~8000 кг[3])
- Силовая установка: 2 × поршневых Isotta-Fraschini ASSO
- Мощность двигателей: 2 × 800 л. с. (2 × 588 кВт)
- Также прорабатывались варианты с двигателями М-34 (750 л. с.), BMW-6 (730 л. с.) и BMW-9 (800 л. с.).

Лётные характеристики
- Максимальная скорость: 255 км/ч

Вооружение
- Стрелково-пушечное:  
  - 2 × 37 мм динамо-реактивные пушки АПК-11 или
  - 1 × 76,2 мм динамо-реактивная пушка АПК-4
  - 4 × 7,62 мм пулемёт ПВ-1 для стрельбы вперёд
  - 2 × 7,62 мм пулемёт ДА у стрелков
- Бомбы: 800 кг